# Иван Гочев
Иван Траянов Гочев Курлинов е български общественик, комунист, деец на Съюза на македонските емигрантски организации.

## Биография
Иван Гочев е роден през 1892 година в леринското село Арменско, Османската империя. Чичо му Иван Гочев и баща му Траян Гочев са войводи на четата на ВМОРО от Арменско. В 1918 година участва на Конгреса на македонската емиграция в САЩ. Емигрира в България и работи като шлосер. Влиза в Българската комунистическа партия. В 1935 година оглавява нелегална група на организацията. Деец е на Леринското благотворително братство.
След Деветосептемврийския преврат заминава за Гърция, където става член на Гръцката комунистическа партия. Оглавява Леринското братство в България.
Умира в 1967 година в София. Негов фонд с документи се съхранява в Държавна агенция „Архиви“.